# Service des cas individuels
Le Service des Cas Individuels (SCI) est le service chargé en Belgique de la gestion des détenus condamnés.
Le SCI dépend de la Direction Générale de l'Exécution des Peines et Mesures (DGEPM) du Service Public Fédéral Justice (ancien Ministère de la Justice). Il est dirigé par deux chefs de service (un francophone et un néerlandophone) et est placé sous l'autorité directe de son directeur général et du Ministre de la Justice.
Ce service d'une quarantaine de personnes à la particularité d'être composé essentiellement de criminologues au niveau de son personnel décideur.

## Compétences
Jusqu'au 1er février 2007, le SCI disposait des compétences suivantes à l'égard des détenus condamnés définitifs :
- classifications et transferts entre les établissements pénitentiaires
- octroi des permissions de sortie et des congés pénitentiaires
- octroi des semi-libertés et des surveillances électroniques
- octroi des libérations provisoires aux délinquants sexuels
- octroi des libérations provisoires aux étrangers dont l'ensemble des peines excède trois ans
- révocation de toute libération provisoire
- avis en matière de libération conditionnelle
- mise à disposition du gouvernement
- octroi d'extractions à but humanitaires ou pour raison médicale
- suivi et éventuelle résiliation de toutes les mesures accordées

La politique pénitentiaire belge étant critiquée depuis de très nombreuses années à cause de son opacité et de son apparence arbitraire (grande difficulté pour tout un chacun de disposer des textes réglant la matière s'agissant essentiellement de circulaires plus ou moins confidentielles) et le pouvoir politique souhaitant se décharger da la pesante responsabilité liée à la matière à la suite de l'affaire Dutroux, la loi sur le statut externe des détenus du 17 mai 2006 a considérablement réformé cette matière.
Ainsi, le SCI n'est plus compétent depuis le 1er février 2007 que pour l'octroi des permissions de sortie, des congés pénitentiaires, des suspensions des peines et des questions de transfert, le reste de la matière étant transférée aux tribunaux d'application des peines.